# São Pedro (Republica Capului Verde)
São Pedro este un oraș în São Vicente în Republica Capului Verde.